# Acinonyx jubatus raineyi
El guepardo Tanzano o Guepardo africano oriental  (Acinonyx jubatus raineyi) es una subespecie de guepardo que habita las sabanas de África oriental (Kenia, Tanzania, Uganda y Somalia)